# Canon EOS R1
Die Canon EOS R1 ist eine spiegellose Vollformatkamera mit Wechselobjektiv des japanischen Herstellers Canon. Die EOS R1 ist Canons erstes Flaggschiffmodell des EOS R Systems, mit RF-Bajonett. Die Ankündigung erfolgte am 15. Mai 2024, offiziell vorgestellt wurde sie am 17. Juli 2024 gemeinsam mit der R5 Mark II. Im Handel erhältlich ist sie seit November 2024.

## Funktionen/Merkmale
Die Funktionen/Merkmale der EOS R1:
- ein neuer DIGIC-Accelerator, der den bestehenden DIGIC X-Prozessor ergänzt
- ein neuer 24 Megapixel CMOS-BSI-Stacked-Sensor mit einer Auslesegeschwindigkeit von nur 2,8ms
- ein Action-Priority-Modus bei dem aktuell 3 Sportarten (Fußball, Volleyball und Basketball) mittels "Action-Erkennung" auf den Ballführenden Spieler fokussieren
- dank Cross-Type AF eine grundsätzlich verbesserte Motiverkennung und -verfolgung
- der DIGIC-Accelerator ermöglicht jetzt ein In-Camera-Upscaling mithilfe von Deep Learning, um die Pixelanzahl horizontal und vertikal in etwa 10 Sekunden von 24 MP auf 96 MP zu verdoppeln.
- eine verbesserte Rauschreduzierung
- 100 % Autofokus-Abdeckung mit 4368 wählbaren Autofokuspunkten
- bis zu 40 Bilder pro Sekunde im elektronischen Verschluss mit 14-Bit RAW
- verbesserter Eye-Control AF gegenüber der R3
- 6K RAW-Video bis zu 60p
- 4K Video bei 120p mit Ton
- Unterstützung von C-Log 2 und C-Log 3

## Kontroversen über niedrige Auflösung
Als sich bei der Vorstellung bestätigte, dass die Canon EOS R1 eine Auflösung von "nur" 24 Megapixeln haben wird, brachen in diversen Internetforen hitzige Debatten darüber aus, ob 24 MP im Jahr 2024 für eine Flaggschiffkamera genug sein würden. Schließlich haben die Flaggschiffe von Sony (Sony Alpha 1) als auch Nikon (Nikon Z9) eine Auflösung von 45 bis 50 Megapixel.
Weiters hat Canon mit der EOS R3 bereits eine Sportkamera mit eingebauten Batteriegriff und 24 Megapixel, was die Frage aufwirft, wie sich diese beiden Kameras in Zukunft voneinander abgrenzen lassen.
Viele Sportfotografen würde eine zu hohe Auflösung tendenziell nur verlangsamen, da mit höherer Auflösung auch größere Datenmengen anfallen. Gerade im journalistischen Bereich, wo Fotos zum Publizieren binnen Minuten gesichtet werden müssen, sind größere Datenmengen nur ein Bremsfaktor. Schließlich hatten auch die beiden Vorgänger, EOS 1DX Mark II und 1DX Mark III eine Auflösung von "nur" 20 Megapixel obwohl zu der Zeit schon Kameras mit 50 Megapixeln und mehr auf dem Markt waren. Auch die Nikon D6, welche als Vorgängerin der Nikon Z9 gesehen werden kann, erschien 2020 mit einer Auflösung von 20 Megapixel. Und auch die Sony Alpha 9-Serie hat seit 2017 immer 24 Megapixel gehabt, bevor 2020 die Alpha 1 die Position des Flaggschiffs einnahm.
Die 24 Megapixel ermöglichen außerdem eine sehr kurze Auslesezeit von nur 2,8ms sowie eine Bildfrequenz von 40 Bildern pro Sekunde in 14-Bit Raw, was einer kontinuierlichen Datenmenge etwa 1 GB/s entspricht, die die CF-Express Karten verarbeiten müssen. Rechnerisch würde eine Auflösung von 33 Megapixel oder mehr die CF-Express 2.0 Karten an ihr Limit bringen. das Limit ihrer kontinuierlichen Schreibgeschwindigkeit von etwa 1,5 GB/s kommen und somit einen Flaschenhals erzeugen, der die Kamera letzten Endes ausbremst. So bliebe nur die Reduktion der Bildrate auf zum Beispiel 30 B/s, was aber die R5 Mark II deutlich attraktiver machen würde, da diese bei einer höheren Auflösung und selber Bildrate deutlich günstiger wäre.
Nachdem bekannt wurde, dass eine R3 Mark II geplant ist, kam die Frage auf, wie sich eine solche von der R1 unterscheidet. Unwahrscheinlich ist, dass Canon bei der R3 Mark II auf einen direkten Nachfolger der R3 setzt, dafür würde dieser zu nahe an die R1 kommen. Wahrscheinlicher ist hingegen, dass die Kamera entweder einen Global Shutter bekommt oder den schon lange in Entwicklung befindlichen 100 MP Sensor bekommt. Wie sich die R3 Mark II letzten Endes von der R1 abgrenzt wird sich bei der Vorstellung zeigen.

## Ansichten

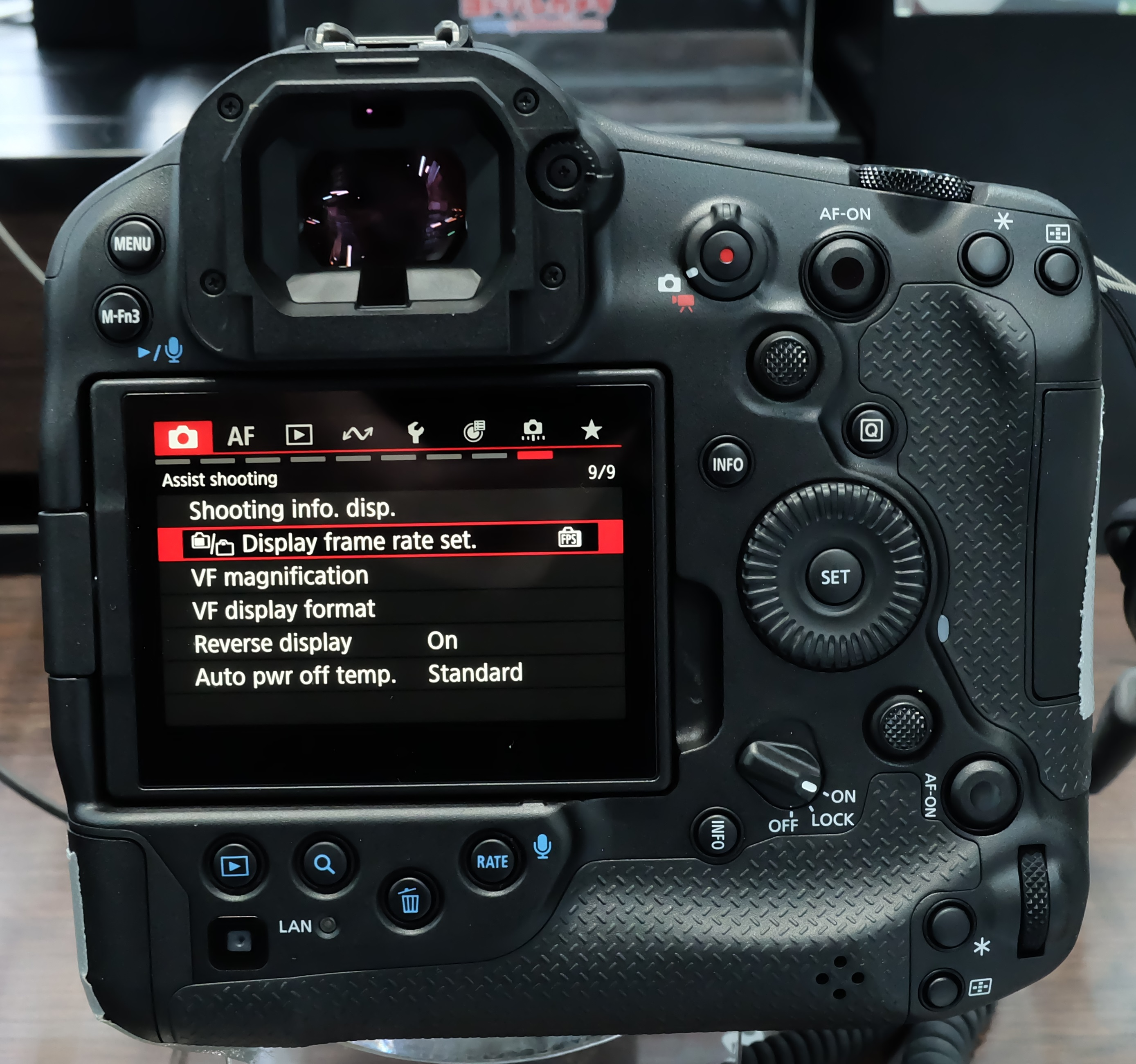
Rückseite
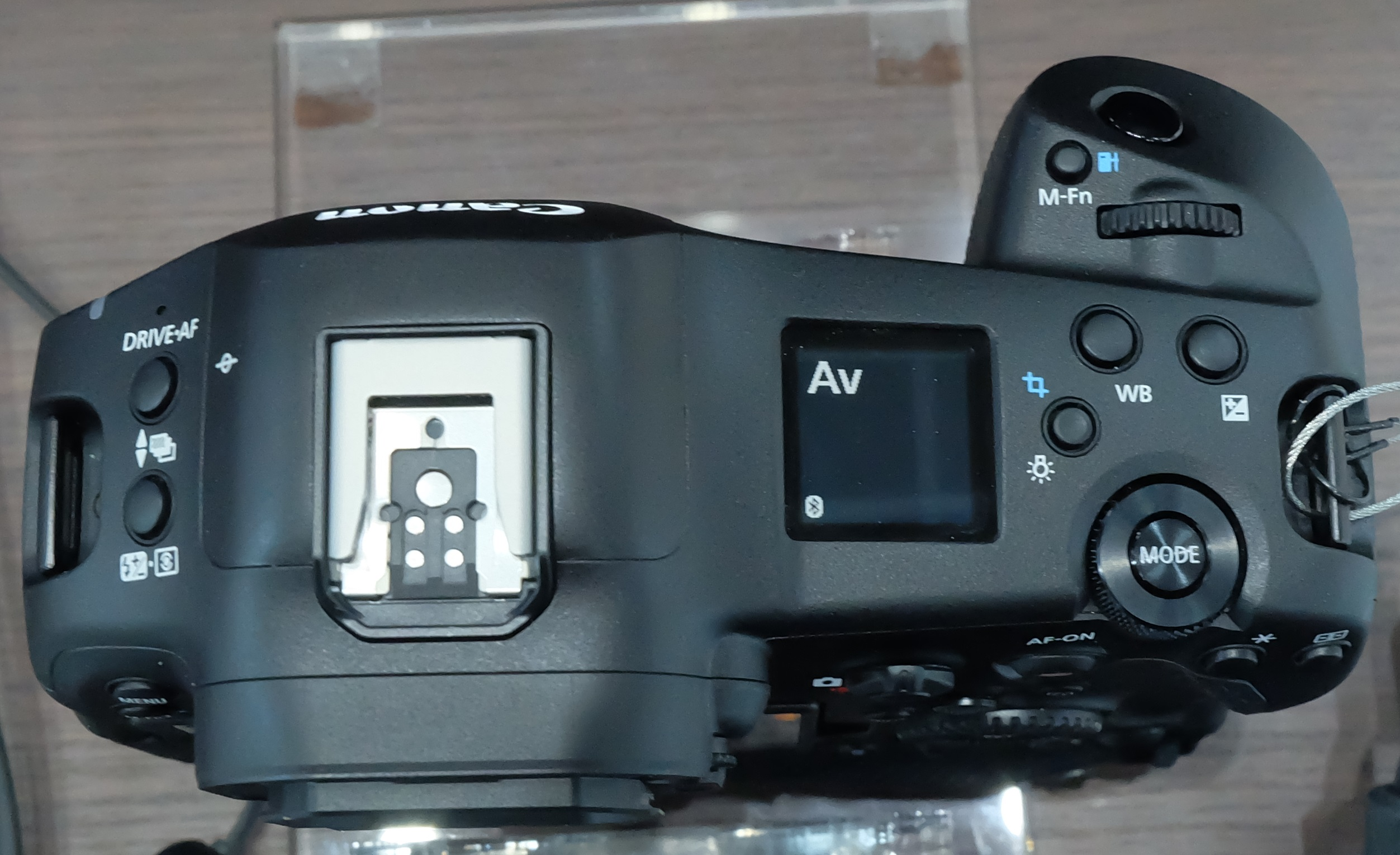
Draufsicht

## Auszeichnungen
2025: "Camera of the Year" bei den Camera Grand Prix 2025, Japan
2025: "Best of the Best" bei den International Red Dot Design Awards, Deutschland
2025: iF Design Award, Deutschland